# Il presidente del Borgorosso Football Club (singolo)
Il presidente del Borgorosso Football Club è un singolo del 1970 musicato da Piero Piccioni e scritto e cantato da Alberto Sordi come singolo portante del film omonimo, uscito nello stesso anno e diretto da Luigi Filippo D'Amico.
Nei titoli di coda del film è indicato col titolo Bianconeri del Borgorosso.

## Tracce
1. Il presidente del Borgorosso Football Club - 2:02

## Formazione
- Piero Piccioni - arrangiamenti, orchestrazione, direzione
- Alberto Sordi - testo, musica, canto